# Sassay
Sassay är en kommun i departementet Loir-et-Cher i regionen Centre-Val de Loire i de centrala delarna av Frankrike. Kommunen ligger i kantonen Contres som tillhör arrondissementet Blois. År 2022 hade Sassay 1 110 invånare.

## Befolkningsutveckling
Antalet invånare i kommunen Sassay
| Referens: INSEE |